# Дворцы Санкт-Петербурга
Здесь представлен список дворцов Санкт-Петербурга — столицы Российской империи. Среди них есть Императорские и Великокняжеские резиденции, дворцы вельмож.

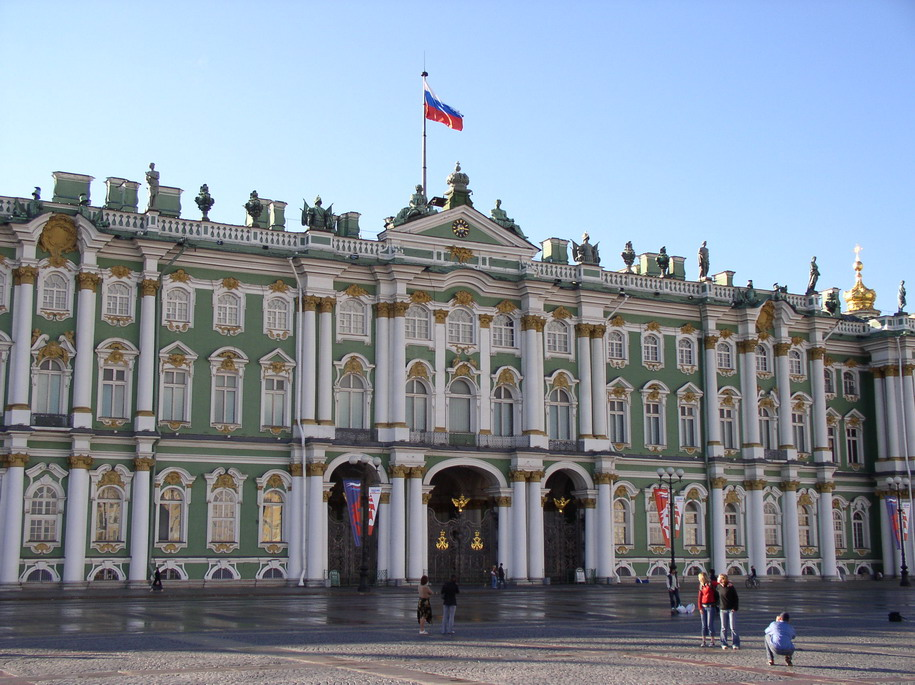
Зимний дворец

## Императорские дворцы
- Зимний дворец Петра I (1716—1727, архитектор Георг Маттарнови) — сохранился частично
- Зимний дворец (1754—1762, архитектор Б. Ф. Растрелли)

- Аничков дворец, архитектор Б. Ф. Растрелли (значительно перестроен)
- Елагин дворец, архитектор К. И. Росси
- Летний дворец Петра I
- Дворец Петра II
- Каменноостровский дворец
- Михайловский замок, архитектор В.Бренна
- Таврический дворец, архитектор И. Е. Старов; дворец построен в 1783—1789 гг. для Г. А. Потёмкина; после его смерти выкуплен в казну;
- Чесменский дворец, архитектор Ю. М. Фельтен

## Великокняжеские дворцы
- Великого князя Александра Михайловича (наб. реки Мойки, 106)
- Великого князя Алексея Александровича (наб. реки Мойки, 122; 1882—1885, архитектор М. Е. Месмахер)
- Великого князя Андрея Владимировича (Английская наб., 28), 1889—1890, архитектор А. Ф. Красовский
- Великого князя Владимира Александровича — «Дом учёных» (Дворцовая набережная, 26; 1867—1872, архитектор А. И. Резанов при участии В. А. Шрётера, отделка интерьеров — М. Е. Месмахер, 1882—1885)
- Великого князя Кирилла Владимировича (ул. Глинки, 13)
- Великой княгини Ольги Александровны (ул. Чайковского, 46—48)
- Великого князя Михаила Александровича (Английская наб., 54)
- Великого князя Михаила Михайловича «Мало-Михайловский» (Адмиралтейская наб., 8; 1885—1888, архитектор М. Е. Месмахер)
- Великого князя Николая Николаевича (младшего) (Петровская наб., 2; 1910—1913, архитектор А. С. Хренов)
- Великого князя Павла Александровича (Английская наб., 66—68)
- Малый мраморный дворец (особняк Н. А. Кушелева-Безбородко, Гагаринская ул., 3)
- Мариинский дворец (Исаакиевская площадь, 6; 1839—1844, архитектор А. И. Штакеншнейдер)
- Михайловский дворец (Инженерная улица, 4/2; 1819—1825, архитектор К. И. Росси)
- Мраморный дворец, архитектор А. Ринальди
- Николаевский дворец (Дворец Труда, пл. Труда, 4; 1853—1861, архитектор А. И. Штакеншнейдер)
- Ново-Михайловский дворец (Дворцовая наб., 18; 1857—1862, архитектор А. И. Штакеншнейдер)

## Дворцы вельмож
- Дворец Белосельских-Белозерских, архитектор А. И. Штакеншнейдер
- Меншиковский дворец (1710—1720, архитекторы Дж.-М. Фонтана, И.-Г. Шедель)
- Строгановский дворец, архитектор Б. Ф. Растрелли
- Шереметевский дворец («Фонтанный дом»), архитектор С. И. Чевакинский
- Дворец Бобринских, Галерная улица, 58—60
- Дворец Безбородко, Почтамтская улица, 7
- Дворец Разумовского, набережная Мойки, 48

### ДворцыВоронцовых-Дашковых
- Воронцовский дворец, архитектор Б. Ф. Растрелли

### ДворцыЮсуповых
- Дворец Юсуповых на Мойке, наб. Мойки, 94
- Дворец Юсуповых на Садовой улице, Садовая улица, 50
- Литейный дом княгини Юсуповой, Литейный проспект, 42
- Дача Зинаиды Юсуповой, Павловское шоссе, 10-12

### ДворцыШуваловых
- Дворец Нарышкиных-Шуваловых, наб. Фонтанки, 21 / Итальянская улица, 39
- Дворец Шувалова, Малая Садовая улица, 1 / Итальянская улица, 25

## Утраченные дворцы
- Зимний дворец Петра I
- Летний дворец Елизаветы Петровны
- Среднерогатский дворец
- Итальянский дворец
- Петровский дворец
- Дворцы в месте морской битвы со Швецией:
  - Подзорный дворец (для Петра I),
  - Анненгоф (для Анны Иоанновны),
  - Екатерингофский дворец (для Екатерины I).